# Gastronomía occitana

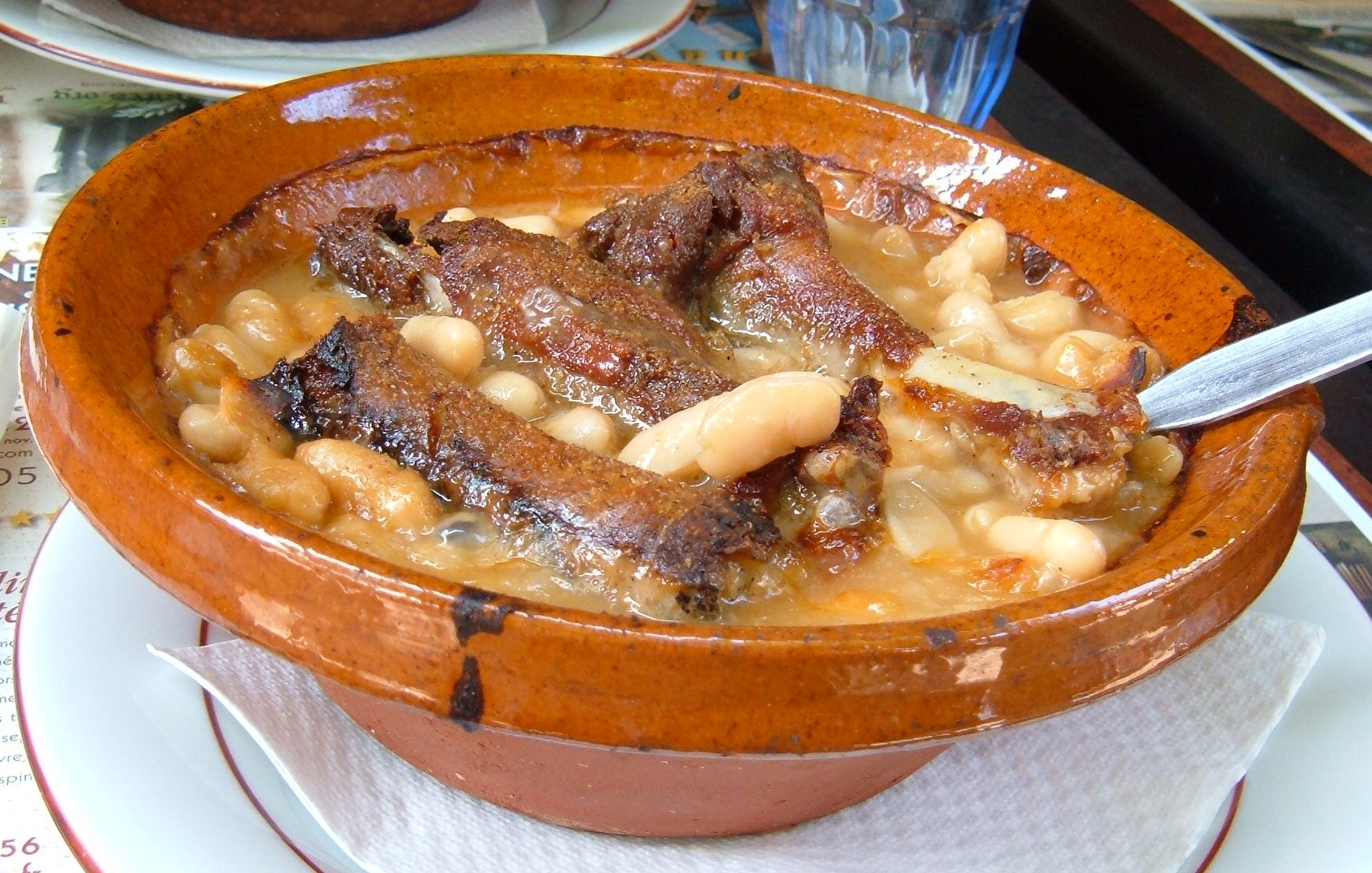
Cassoulet del Languedoc.

La gastronomía de Occitania o cocina occitana, debido al tamaño de Occitania y por la gran variedad de paisajes —de alta montaña en los Alpes y los Pirineos, de monte y mesetas en el Macizo Central, de valles fluviales, hasta las costas mediterráneas y atlánticas—, es una cocina muy variada. Su vertiente sureste forma parte de la cocina mediterránea, pero desarrolla rasgos específicos que la alejan de la gastronomía  española o la italiana. 
Comparte con otras cocinas del mediterráneo el uso de elementos y sabores básicos y rotundos, entre ellos la carne, el pescado y las verduras, además del aceite de oliva, pero también se acerca a las cocinas atlánticas y montañesas, con mantequilla, nata, patés, quesos y comidas más caloríficas. Algunos platos conocidos son comunes en todo el mediterráneo, como el alioli, la bolhabaissa, el pan golçat, la ratatouille —pisto—, ensaladas, productos con base de aceitunas y el vino. Comparte con sus vecinos meridionales el uso de especias, llamadas hierbas provenzales, que son las típicas mediterráneas como la albahaca, el orégano, el perejil, el romero, el laurel, el tomillo, la satureja, el enebro y el estragón.

## Ingredientes básicos

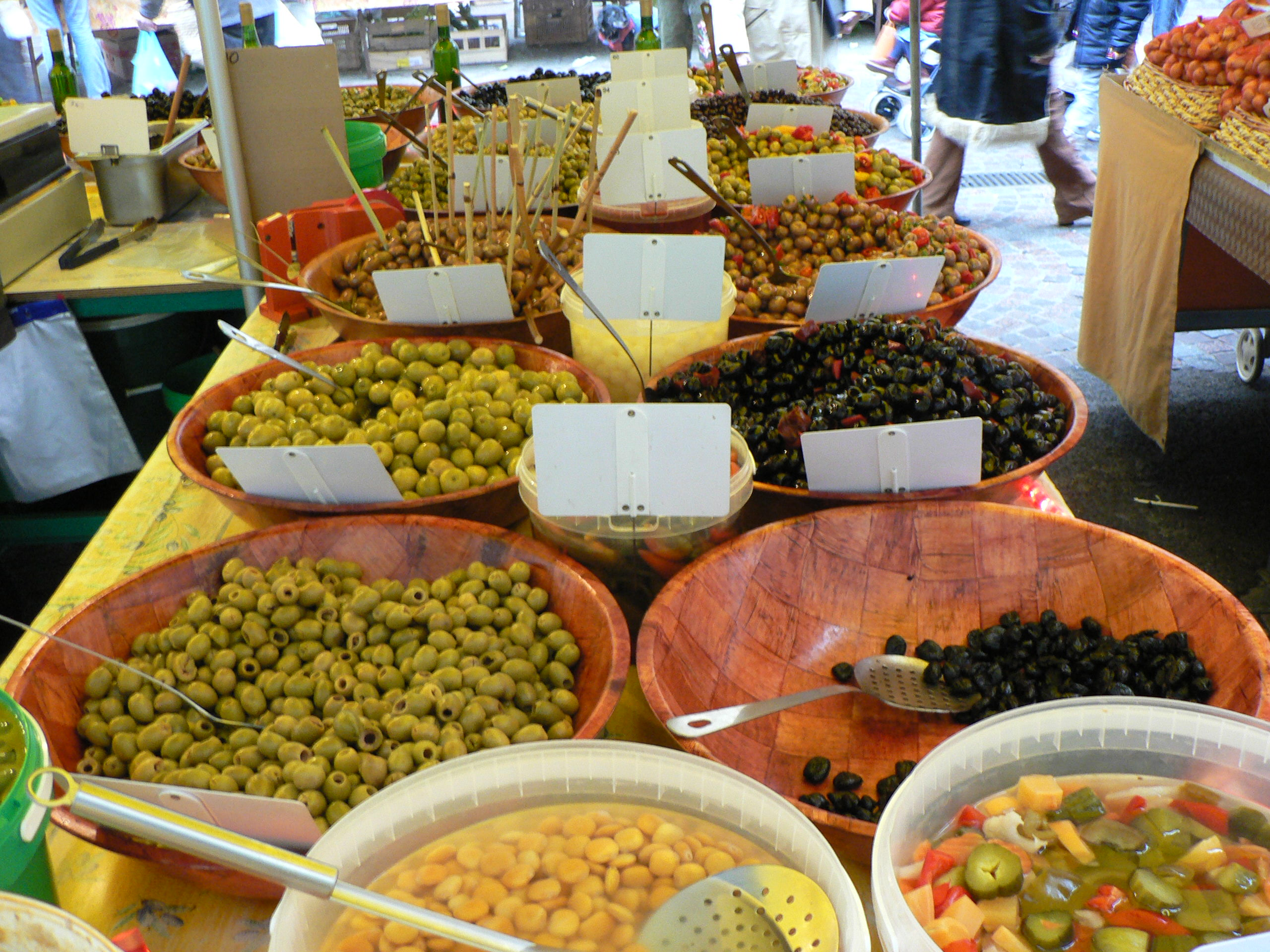
Aceitunas en el mercado de Tolón.

- Carnes: Buey, chicharrones, gallina, oca, panceta, pato, polarda, pollo, ternera.
- Mariscos: Mejillón y ostra en el Atlántico.
- Pescados: En el interior, trucha y cangrejo de río; en la costa, todo tipo de pescado de agua salada. Bacalao en Languedoc y Provenza.
- Frutas: Arándano, cereza, ciruela, fresa, higo, manzana, pera.
- Frutos secos: Almendra, castaña, nuez, pasa, piñón, pistacho.
- Hortalizas: Alcachofa, berenjena, calabacín, cebolla, pepino, tomate.
- Verduras: Acedera, acelga, calabaza, col, diente de león, judías, puerro, lechuga.
- Otros: Ajo, finas hierbas, pan, patata, queso, setas —cep, gírgola, trufa—.

## Diversidad en la cocina occitana

Sur de Francia. Las zonas dialectales son similares a las gastronómicas. El aranés pertenece al dialecto gascón.

Como el resto de la cocina mediterránea, la francesa también es una cocina arraigada en el uso de productos locales y de temporada. En consecuencia, hay una destacada regionalización según el tipo de terreno, costero o interior. Esta diferencia es más fuerte que en las regiones mediterráneas de España por la geografía del territorio, el interior está más lejano del mar, y por otros factores culturales, como el hecho de que no se unen productos de mar y de montaña. Dentro de la cocina de la costa, la cocina occitana puede ser atlántica, con verduras de la región y pescados cocinados con grasas animales, o occitana, con frutas y hortalizas mediterráneas y el pescado siempre cocinado con aceite de oliva.
De hecho, se puede dividir toda la cocina occitana en dos bloques según la grasa utilizado para cocinar: por un lado la cocina del aceite de oliva, al este —en Languedoc y Provenza—, y por otro lado la cocina de la grasa animal, manteca o grasa de pato o de oca principalmente, en el oeste —en Gascuña, Auvernia y Lemosín—.
En la cocina occitana se pueden diferenciar seis subzonas gastronómicas: la cocina de Provenza es la cocina mediterránea por excelencia en Occitania; la cocina de Languedoc, con su cassoulet y el queso rocafort; la cocina del Lemosín, donde destacan las carnes bovinas, las ocas y patos; la cocina de Auvernia, con trufas, embutidos y quesos, como el Cantal; la cocina de Gascuña, con hortalizas atlánticas, ocas y patos, vino de Burdeos y Armaynac; y también de la cocina del Valle de Arán, aunque culturalmente pertenece a la cocina gascona, por las influencias catalanas y particularidades propias, como los caulets, que la diferencian de la misma.

## Platos

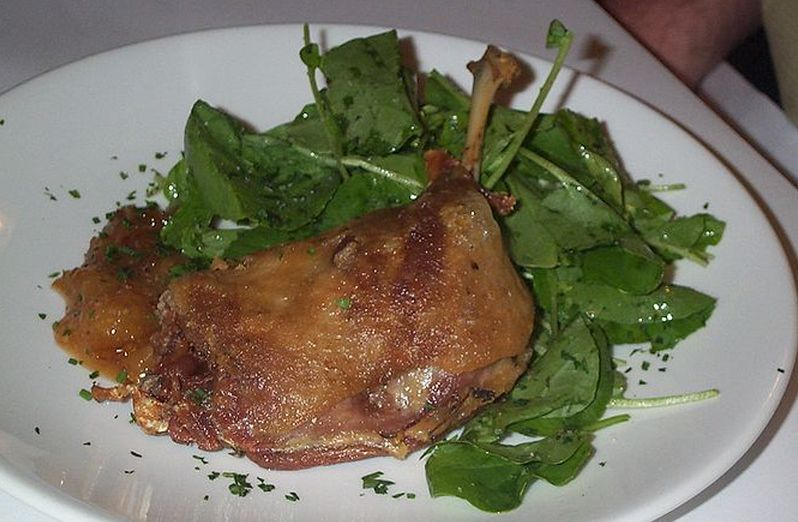
Muslo de pato con mesclum.

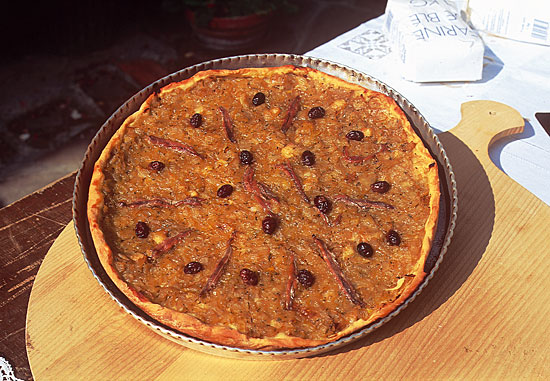
Pissaladiera.

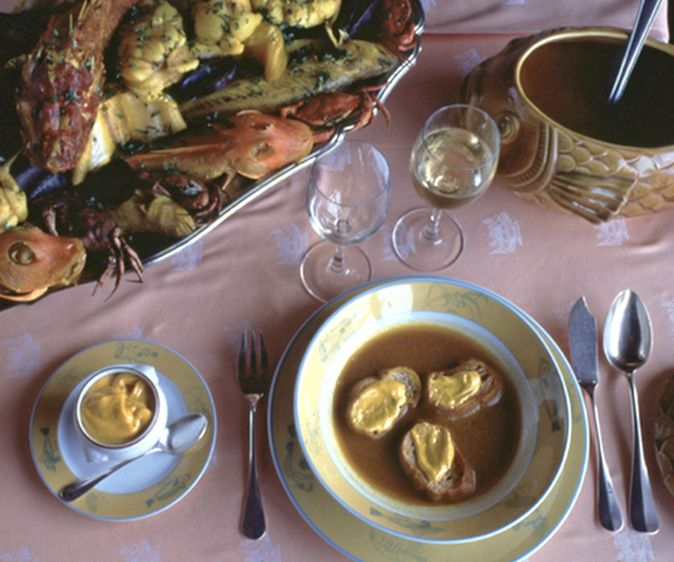
Bolhabaissa.

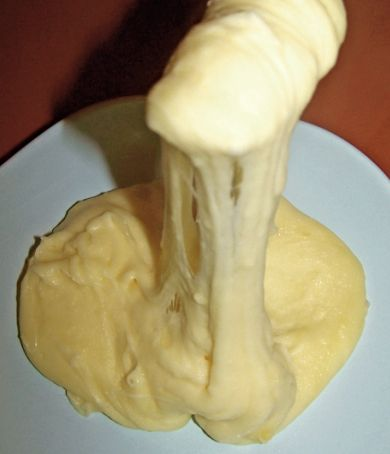
Plato de aligot.

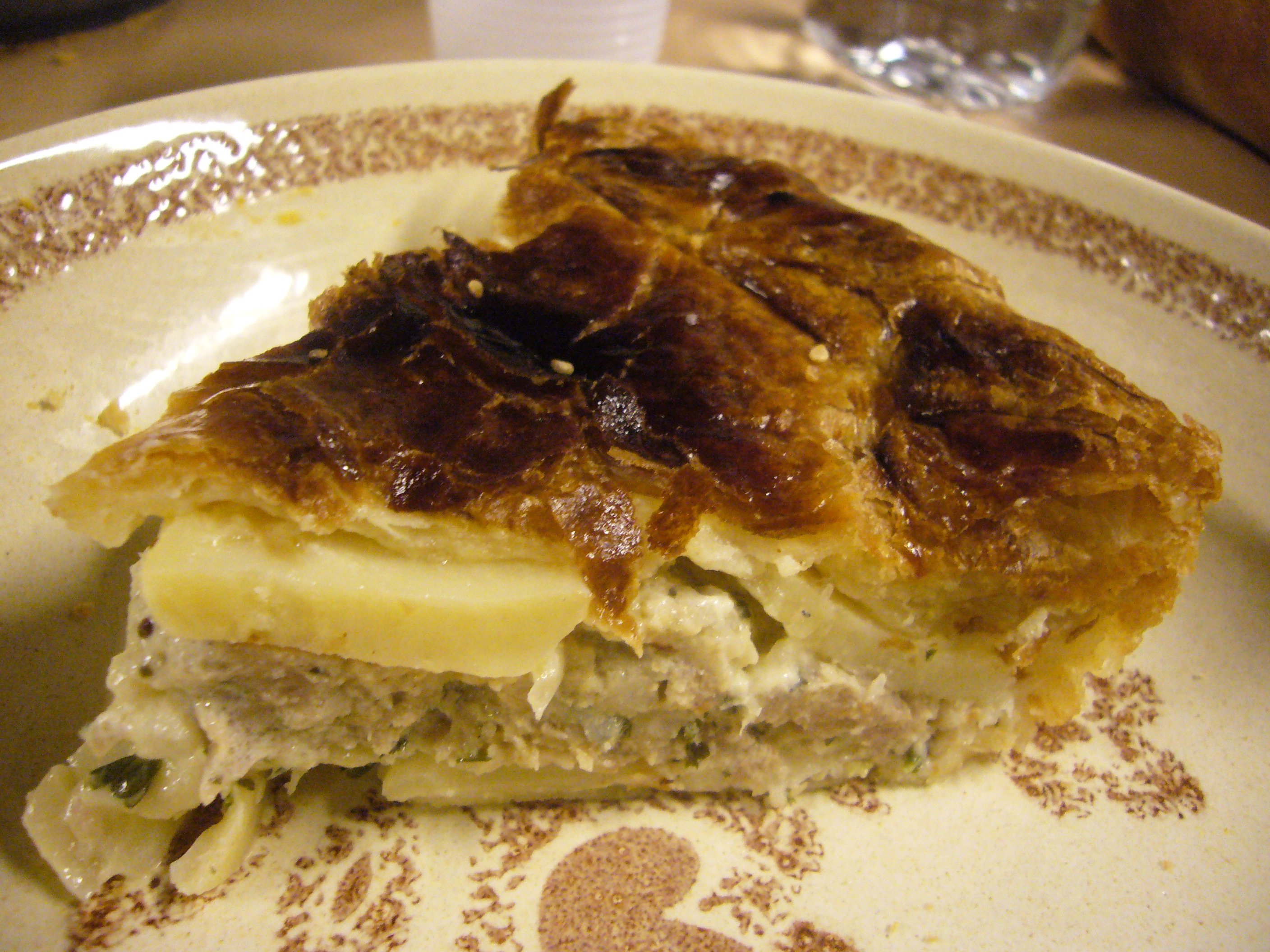
Pastel de treflas.

La cocina occitana se caracteriza por tener un origen casero y popular, hecha por pescadores, ganaderos y campesinos con los productos que tenían más a su alcance. Algunos platos típicos, sobre todo en Provenza y Languedoc, constan de aceitunas, conejo, pollo, entre otros. En estas zonas se come bacalao desalado y sus tripas. En Provenza los platos de pescado en general no son muy diferentes de los de la zona este de España, de Sicilia y del Mediterráneo, se suelen cocer en un caldo corto, con aceite de oliva, a veces con pasas y piñones o con alioli. Existe tradición, en la parte mediterránea, de salar anchoas y de comer arenque. También, se cocina la tripa salada y seca de atún, que antes era alimento de pobres, el atún y el pescado azul en general es muy apreciado, como también el rape o los erizos de mar.
En toda la región abundan las aves de todo tipo. El hígado graso no se come sólo para untar sobre el pan, sino de diferentes maneras, a menudo se come el hígado entero como si fuera un trozo de carne. La molleja —que en occitano se llama peirièr o gresier— de los patos es muy apreciada, y se come en las ensaladas u otros platos. También es típico hacer pasteles —llamados terrinas— de carnes e hígados variados, a menudo con grasa, triturados y mezclados con especies y a veces con ajo, cebolla, un poco de licor, setas, y otros. Estos se cuecen al horno en un molde rectangular y se comen en frío acompañados de pan. La oca también se come confitada. Se consume bastante la carne vacuna y porcina. Como en otros países del sur, hay muchas recetas a base de menudillos, como, por ejemplo, el freginat, o los trenèls.
En la cocina occitana, al contrario de la del norte de Francia, se emplean a menudo todo tipo de setas salvajes —los champiñones en Francia se llaman champignons de París y siempre son cultivados—, que aprecian mucho y entre los que cabe destacar las trufas, que tradicionalmente se comen envueltas en tocino y cocidas a la brasa envueltas en papel de aluminio. Los caracoles se comen típicamente con salsa de tomate, como se hace en Italia y Cataluña, frente a la receta típica del norte de Francia, con mantequilla, ajo y perejil. Como alimentos de fécula destaca el pan, como los distintos tipos de fougasses, y todo tipo de salsas que se hacen para poder mojar con él; platos de patatas como la crique, pero también hay muchos guisos con habas al estilo de las habas «ahogadas» catalanas, y algunos con lentejas. Tanto unas como otras se pueden comer frías, la llaman ensalada de lentejas o de habas y se come sola, con cebolla cruda, picada de forma muy fina y con un poco de aceite o grasa. Como los catalanes y al contrario del norte de Francia, suelen preferir los espárragos verdes a los blancos, estos se usan desde tiempos muy antiguos. La col, como en Italia o en Cataluña, no puede faltar en las sopas tradicionales, como la bréjaude, la garbure o el azinat, que además suelen acabar con un Chabrol. En general en las recetas tradicionales antiguas abundan los vegetales de todo tipo y en gran cantidad. Por otro lado, el uso del ajo define a los occitanos en Francia, quienes eran llamados «comedores de ajo» por los franceses del norte, y los acerca a las otras culturas mediterráneas vecinas, como  en España o Italia. En Francia se come, por ejemplo, sopa de ajo —occitano: alhada— y el aiga bulhida, que se puede considerar una variante de la anterior.
Entre los platos occitanos, algunos se han generalizado por toda Francia e incluso se han exportado a otros países, algunos, como la Bouillabaisse/boulabaisse, la Ratatouille/ratatouille, la brandada de bacalao, el magret de pato, el pato confitado (confit de pato), el hígado graso, etc. Otros platos típicos son el cassoulet, como plato de interior, la merluça con alhòli, un plato de bacalao —en occitano: merluça— con verduras y una salsa de patata, yema de huevo y aceite de oliva, el aligot, que podría ser el equivalente occitano de la fondue suiza, etc. También encontramos platos poco conocidos fuera de la región, como por ejemplo las farcidures, unas albóndigas gelatinosas de patata rallada, rellenas y servidas con jugo.
Algunos de los platos occitanos más conocidos y populares son:

### Bolhabaissa
La bouillabaisse, en occitano: bolhabaissa, es una especie de sopa de pescado típica de Provenza y Marsella, aunque se puede encontrar en toda la costa del Languedoc. El nombre viene del occitano bolh, hervir, y abaissa, bajar el fuego. Se compone de una sopa de varios pescados y mariscos —tal como el cangrejo, la cigala, y el rape—, a veces servidos enteros y a veces acompañados por una patata cocida.

### Caçolet
El cassoulet, en occitano: caçolet, un nombre que proviene del cuenco de cerámica utilizado para cocerlo, la cazuela de barro, es un plato típico, del interior del Languedoc, hecho a base de judías secas y de embutidos o carne. Está considerado muy occitano y casero, y se vende por todo el estado francés. Prosper Montagné, un gastrónomo de Languedoc escribió en el siglo XIX que Le cassoulet, c'est le Dieu de la cuisine Occitane (El cassoulet es el Dios de la cocina occitana). El origen de este plato se disputa entre Castelnaudary, Carcasona y Toulouse.

### Aligòt
El aligot, en occitano: aligòt, es una especialidad gastronómica originaria del macizo de Aubrac y extendida por las regiones de Auvernia y Lemosín. El plato es muy contundente, hecho a base de un puré de patatas con nata y un queso llamado Tomme que se mezcla y se amasa durante bastante tiempo con un bastón de madera hasta obtener una textura espesa. También se puede añadir ajo o mantequilla. Se suele acompañar con butifarras. El nombre proviene de «aliquot», del latín «ali quod» con el sentido de «alguna cosa». Comenzó como un plato de pobres, con migas de pan en vez de patata, servido por los monjes de Aubrac a los peregrinos que atravesaban la Via Podiensis hacia Santiago de Compostela. Hoy en día es típico en comidas festivas o mercadillos de Navidad.

### Pastel de treflas
El pâté aux pommes de terre, en occitano: pastís de treflas o pastís de pompiras —en la variante de Lemosín del occitano treflas y pompiras son dos maneras de referirse a las patatas—, es una especialidad de Lemosín y del Borbonés. Es un plato sencillo en el cual los ingredientes principales son patatas cortadas en rodajas y crema de leche entre dos láminas de hojaldre. Para darle más gusto se le puede añadir cebolla y perejil —estilo Borbonés—, ajo y trozos de tocino —estilo de Creuse y Lemosín— o sólo con tocino —estilo del Alto Vienne—. El plato debe cocerse en el horno.

### Ratatolha
La ratatouille, en occitano: ratatolha, es un plato muy conocido en toda Francia, originario de la ciudad de Niza y en general de la región de la Provenza. Se trata de un plato vegetariano resultado de freír con aceite de oliva una serie de verduras (se pueden freír todas juntas o verdura por verdura). La receta varía según el gusto del cocinero, e incluye generalmente tomates, pimientos, cebolla, calabacín y berenjenas en proporciones variables. Se sirve solo, acompañado de pan, arroz o patata o como guarnición de algún plato de carne o pescado. Es desde luego una salsa, hermana del pisto y hay otras preparaciones mediterráneas parecidas, como en Mallorca el tumbet o en Cataluña la samfaina.

## Fiambres

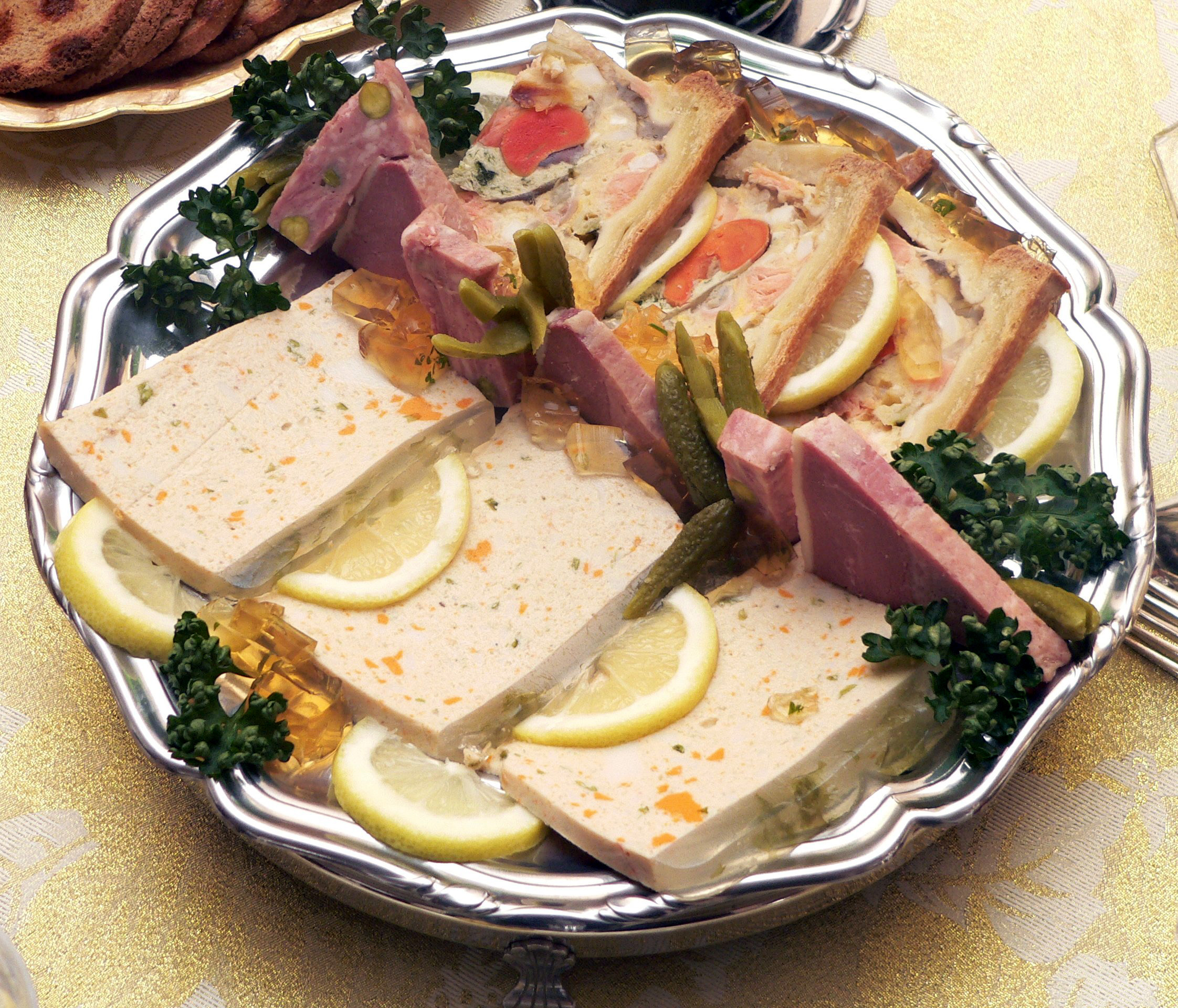
Surtido de patés.

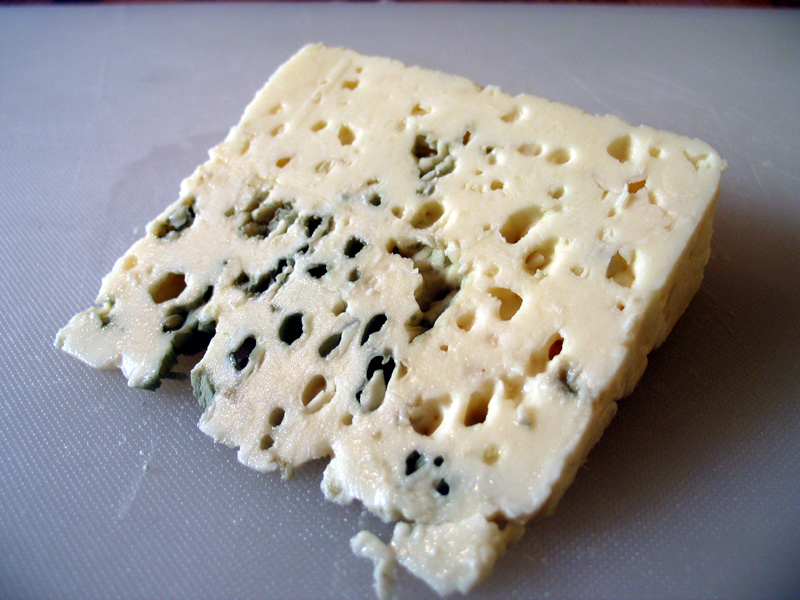
Queso roquefort.

Los fiambres occitanos por excelencia son los derivados de pato o de oca, patés, pinchos, foie gras, cou farci —carne picada, foie gras, trufa, miga de pan, leche y huevo, cocido y embutido en la piel del cuello de un pato—, etc., aunque también se hacen patés con hígados y carnes de otros animales. El embutido occitano no es muy variado, pero se hace jamón (en occitano: cambajon) en Auvernia y norte de Languedoc, morcilla en Lemosín, longaniza cruda alvernesa o también gratons, por ejemplo. En Toulouse se hacen butifarras crudas (francés: saucisse de Toulouse, occitano: salsissa de Tolosa) bastante similares a las catalanas.

### Rillettes de pato
Occitania, en especial en toda la zona oeste, es especialista en recetas y productos derivados del pato. El pato confitado y el foie gras de pato son muy conocidos fuera del país, pero no tanto lo son los rostes de pato, una conserva que se hace con la carne de los patos engordados para hacer foie gras y paté. Esta carne se cuece y se desgarra, se conserva y se utiliza para untar sobre pan o de unas crepes llamadas tortús. 

### Patés
El paté de hígado de pato (en occitano: pastís de fetge, y el hígado graso fetge gras son productos típicamente atlánticos y su producción se concentra en la Gascuña y el Lemosín. El origen del paté o pastel occitano es una empanada, que se puede hacer de carne, pescado o de otras cosas, y aún hoy, en sentido estricto, sólo lo es aquel que está rodeado de una pasta de pan, y que en francés se llama pâté en croute, paté en costra.

## Quesos
Los quesos de Occitania (en occitano: formatge, hormatge, fromatge o forma) sorprenden por su gran número y variedad. Cabe destacar que hay más quesos producidos en Francia que en ningún otro estado, y gran parte de estos son de Occitania. Los hay de vaca, de oveja y de cabra. Los más famosos son el roquefort (de oveja), la tomme (producida en todos los Alpes), el bleu d'Auvergne, el cantal y el san Nectaire, quesos tpicos de Auvernia, el rocamadour de cabra, el cabécou y el Ossau-Iraty de oveja de Bearn.

## Salsas

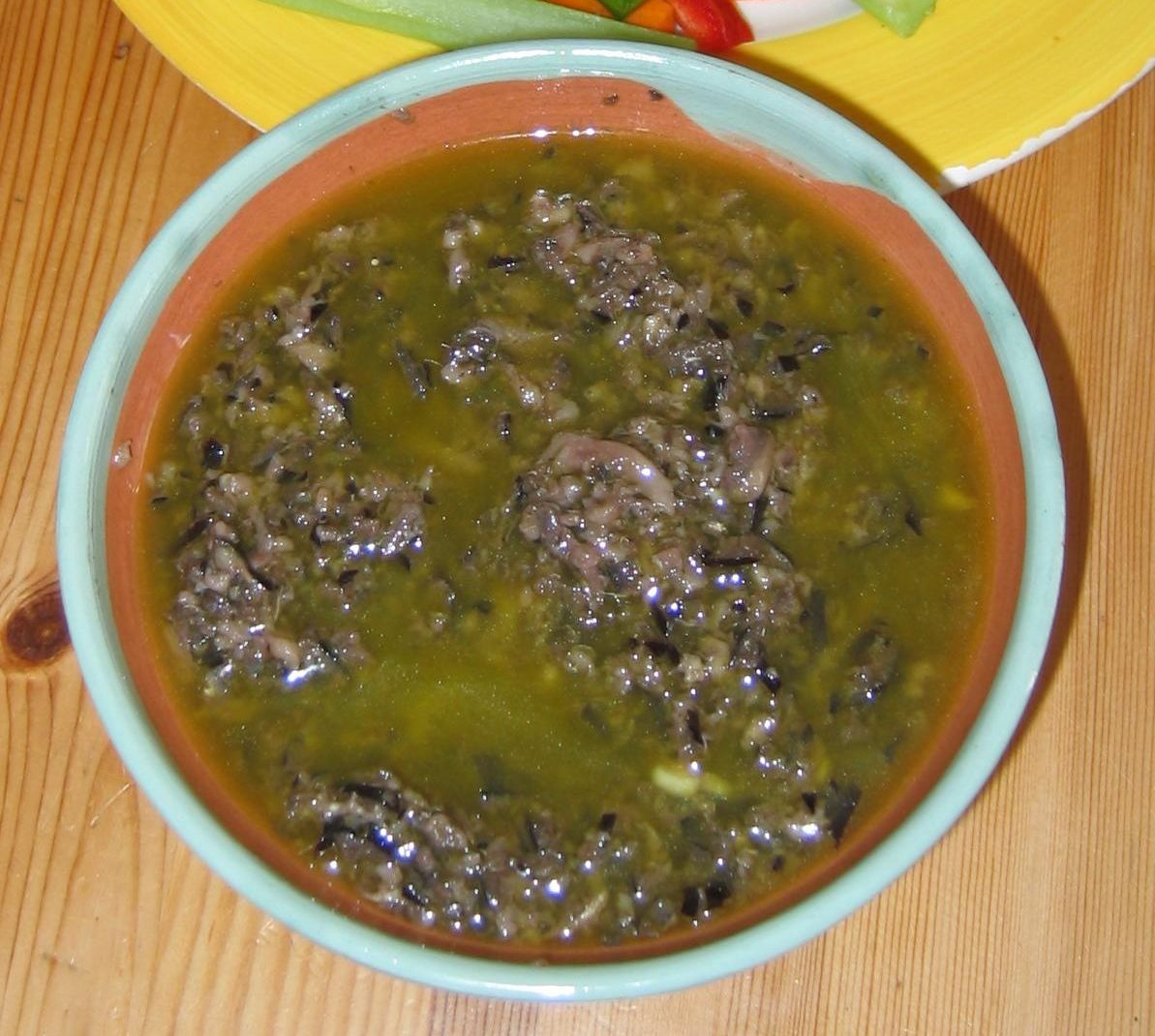
Anchoiada.

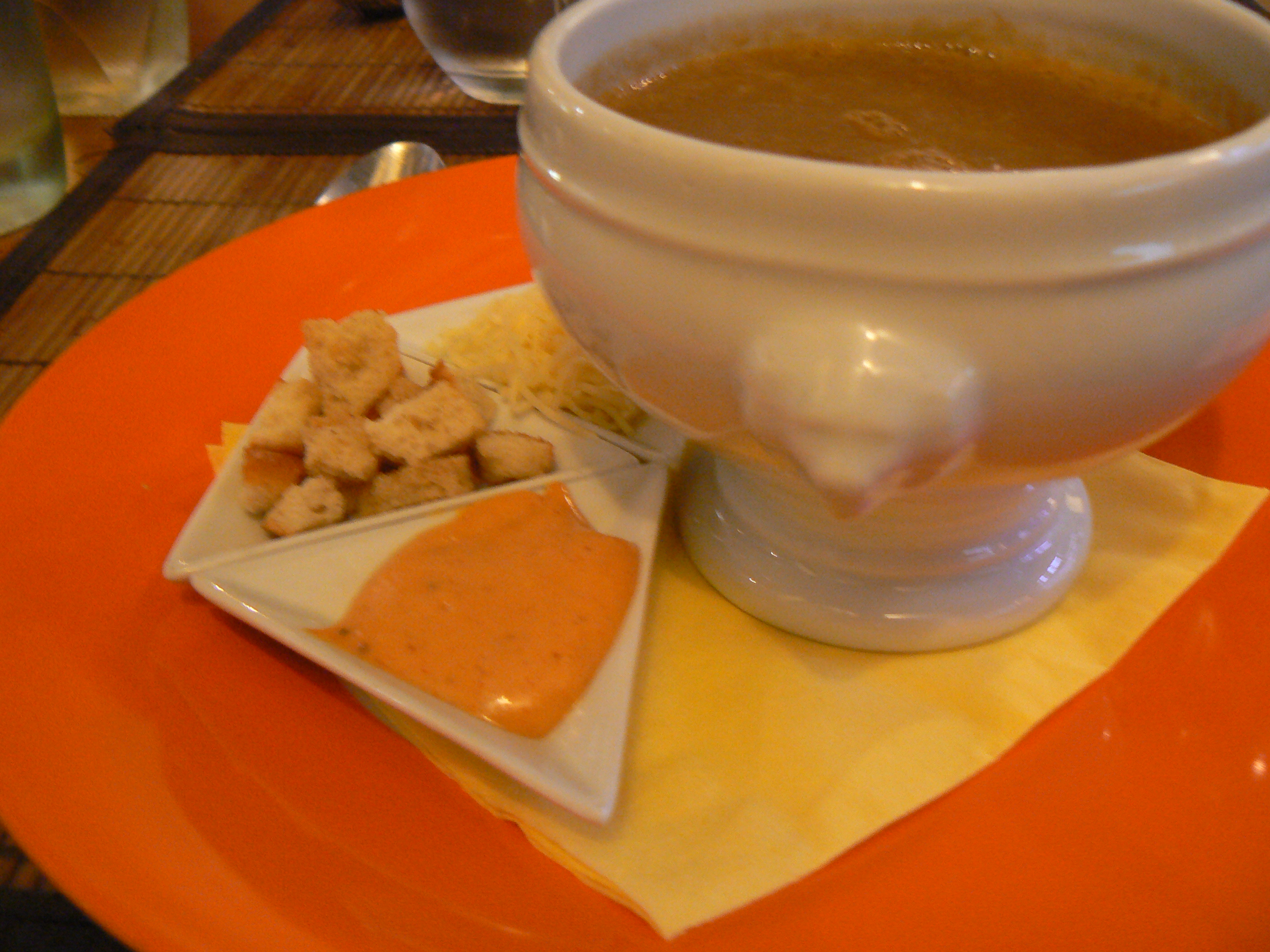
Sopa de pescado acompañada de tostones de pan y salsa rolha.

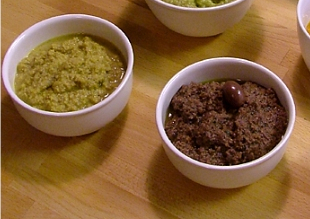
Tapenades verde y negra.

Las salsas suelen ser frías y muy sabrosas, a base de productos de sabores contundentes como el ajo, la anchoa o la aceituna, y suelen estar creadas para acompañar el pan. Estas salsas suelen tener origen medieval y tienen parientes muy cercanos, en la gastronomía de Cataluña (Reino de España). Algunas salsas frías pueden acompañar verduras, pescado e incluso ternera.

### Alhòli
El alioli, en occitano: alhòli, es una salsa habitual y típica de toda la costa mediterránea noroccidental, que también se puede encontrar en Provenza. No se come a menudo como salsa separada sino integrada en un plato, la merluça con alhòli, que se hace con bacalao (en occitano el bacalao se llama merluça) y verduras hervidas. En general, el uso del ajo es más habitual en Occitania y en cambio se considera de un sabor fuerte y más bien desagradable en el norte de Francia. El alioli se hace a con ajo, aceite de oliva y sal, a veces con un huevo para maridar la mezcla.

### Anchoiada
La anchoïade, en occitano: anchoiada, es una salsa mediterránea típica de la costa sur mediterránea que consta de una mezcla de anchoa triturada con aceite de oliva y ajo. Es habitual como condimento para untar las rebanadas de pan. Es parecida a la anxovada que se hace en Cataluña, pero ésta contiene más ingredientes. En Occitania las anchoas se utilizan también en otro condimento muy popular: la tapenade, y esta vez la versión más sencilla la olivada, es la catalana.

### Rolha
La salsa rouille, en occitano: rolha, es una emulsión provenzal a base de aceite de oliva, pan, ajo, patata y pimiento seco, que se suele añadir a la bouillabaisse y a veces para acompañar el marisco. Esta salsa recuerda en su aspecto y composición a algunas salsas catalanas y valencianas de color naranja típicas de pescadores, como la salsa balandra, la salvitxada, el xató, etc. aunque éstas no llevan nunca patata y en cambio suelen contener frutos secos —almendra o avellana, normalmente—. También es de la familia del alioli y de muchas salsas a base de aceite de oliva que los pescadores usan en los platos de pescado por todo el arco mediterráneo.

### Tapenada
La tapenade, es una salsa o pasta para untar provenzal, hecha a base de aceitunas negras o verdes picadas, alcaparras y aceite de oliva. La receta suele llevar además alguna anchoa y un ajo picado. La palabra occitana tapenada viene de tapena, que en occitano es alcaparra. Es una preparación hermana de la olivada y otras similares que se encuentran a lo largo del Mediterráneo.

## Dulces

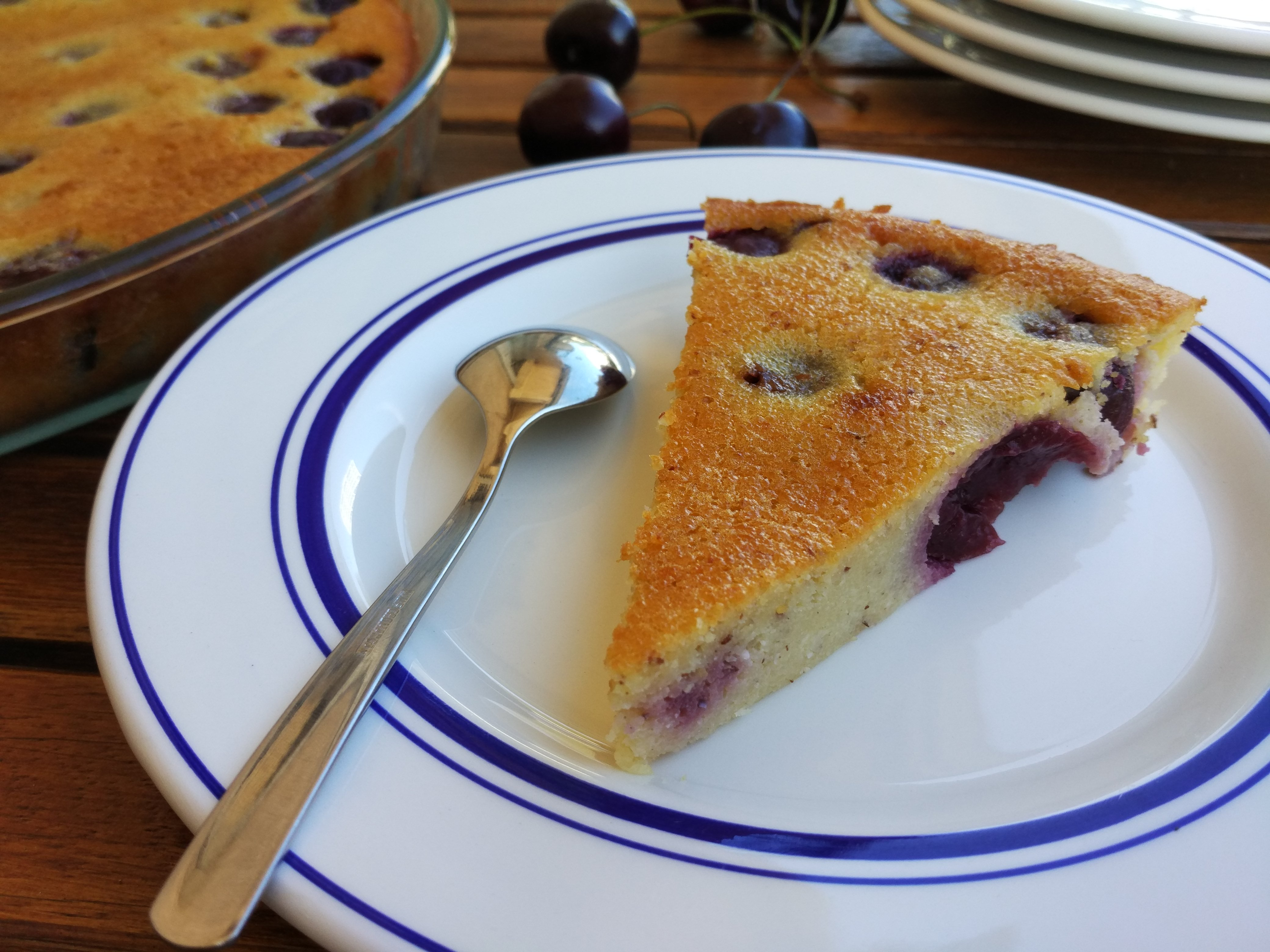
Clafotís de cerezas.

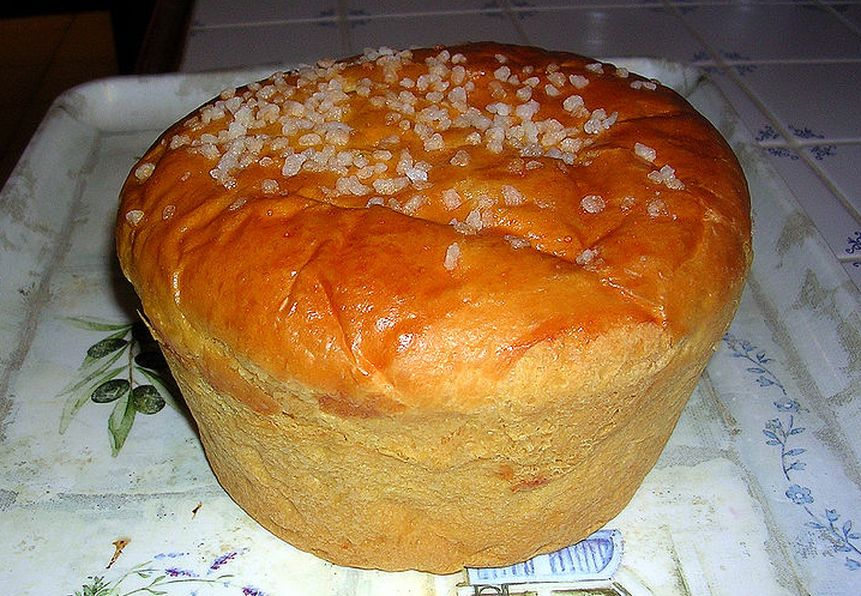
Pastel bourrit.

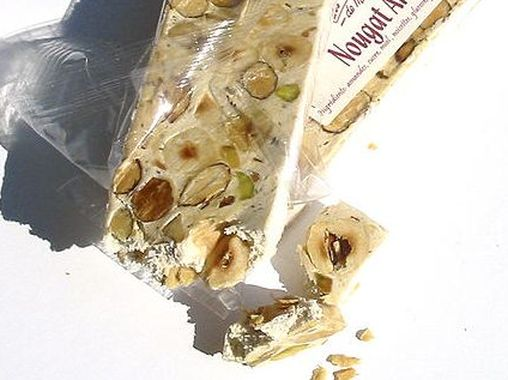
Nougat.

Destacan los membrillos (que también se hacen con otras frutas) y compotas caseras de frutas, los pasteles, en especial los de frutas, como el clafotís o flonyarda; o los que tienen un toque de licor, como el canalat, de Burdeos o el pastel bourrit; Los productos de confitería parecidos a la familia de los turrones, como el nougat —entre el turrón español y el halva árabe— o los asociados a las castañas, en especial los marron glacé y la crema de castañas. Los carquinyolis, se hacen en toda la mitad este, de sur a norte, y suelen estar cortados en láminas de dos o tres milímetros de grueso.
Otros dulces ligados a la cultura popular también son parecidos o coincidentes con los catalanes, como las rostes de Santa Teresa, los crespeth, o el tortell de Nadal - galeta de Reis.

### Clafotís
El clafoutis, en occitano: clafotís, es una tarta de cerezas que tiene una masa parecida a la de una quiche, en dulce y aromatizada con licor, la cual se llena con una capa de cerezas negras con hueso. Los occitanos no la consideran tarta, sino pastel, porque no tiene debajo una base de pan o pasta en forma de tartaleta. Los pasteles sin levadura, con una textura similar a la de un flan o un pudín, son muy corrientes y posiblemente todos derivados de las gachas. Los hay que tienen requesón en vez de fruta, como por ejemplo la flasona, muy similar al flaó balear. Gran parte de dulces tradicionales occitanos contienen alguna forma de fruta fresca o seca. El clafotís es conocido y muy apreciado en toda Francia.

### Pastís bourrit
El pastel bourrit, coca, o cóc landès es un pastel alto aromatizado con ron y mantequilla que tiene forma de un gran flan o magdalena y decorado con una costra de azúcar en la superficie, como hacemos para las magdalenas. Es la forma clásica que tienen en general los cócs o bizcochos en Occitania. El uso del ron es también usual en muchos pasteles y dulces occitanos, y más aún si no tienen fruta, para dar gusto. Tanto este tipo de pastel como los del tipo clafotís, se suelen sirven en la mesa aún dentro del molde.

### Nogat
El nougat, en occitano: nogat (de pan nogat, pan con nueces), es un tipo de dulce de consistencia mucho más blanda que el turrón, aunque no tanto como el halva, hecho con huevo, miel y frutos secos, como por ejemplo, almendra o pistacho u otros. Existe uno con denominación de origen, producido en la villa occitana de Montélimar y otro en Limoux, existen otras variantes, que aunque a veces se llaman tourón, no son turrones sino nogats, en las zonas de Occitania cercanas a Cataluña y recientemente también en otras zonas más lejanas, como por ejemplo el Lemosín.

## Bebidas
Las bebidas a destacar son principalmente vinos y licores. Así, los vinos de Francia gozan de una muy buena reputación, por ejemplo, el vino de Burdeos es conocido en todo el mundo y el rosado de Provenza es muy popular en toda Francia, mientras que el pastis, por ejemplo, es un aperitivo típico exportado con éxito al resto del país.

### Vinos
Las principales zonas de producción en Occitania son la costa del Languedoc, las laderas del Ródano y alrededor de Burdeos. Así destacan los vinos tintos de Burdeos y de la Sierra de la Corbera, los blancos secos espumosos de Die y Valença, los blancos dulces espumosos como la blanquette de Limoux, y los rosados del Ródano y de la Provenza en general. El vino rosado, en occitano, se dice que es gris, ya que no es ni vino blanco ni vino tinto (el vino tinto, en occitano, y en catalán, se dice que es negro).

### Licores
El pastis —licor blanco de anís—, es un licor occitano por excelencia, y se puede encontrar en casi todo el país —siempre ayudado por la globalización de los productos regionales, típico en el mercado francés—. El pastis es un licor de anís que se bebe disuelto en agua. Un licor más local es el armañac, una especie de brandy hecho en Armañac, al oeste de Francia, que, aunque algunos lo consideran «excepcional», en el norte de Francia no está tan bien considerado como el coñac.
En Occitania, como en Cataluña, se hacen ratafías; de las que destaca el Aigua de nodes (agua de nueces) en el Valle de Arán, el Floc de Gascuña y la ratafía del Périgord; y licores de hierbas, como el liquor de la Sant Joan de Provenza, que se hace con hierbas y varias especias —y también nueces y, a veces, hojas de nogal— coincidiendo con el solsticio de verano, ya que se supone que es cuando las hierbas están en su mejor momento.